# Castelraimondo
Castelraimondo – miejscowość i gmina we Włoszech, w regionie Marche, w prowincji Macerata.
Według danych na rok 2004 gminę zamieszkiwały 4522 osoby, 102,8 os./km².